# کوین سی۳
سدان کوین سی۳ و هاچ بک کوین سی۳ آر یک خودروی ساب کامپکت است که توسط خودروساز چینی کوین اتو (شرکت تابعه چری) تولید می‌شود.کوین اتو، یا یک برند خودروی جدید تحت چری اتومبیل است که کوین از یک خط تولید به یک برند خاص مشتق شده‌است.

## کوین سی ۳

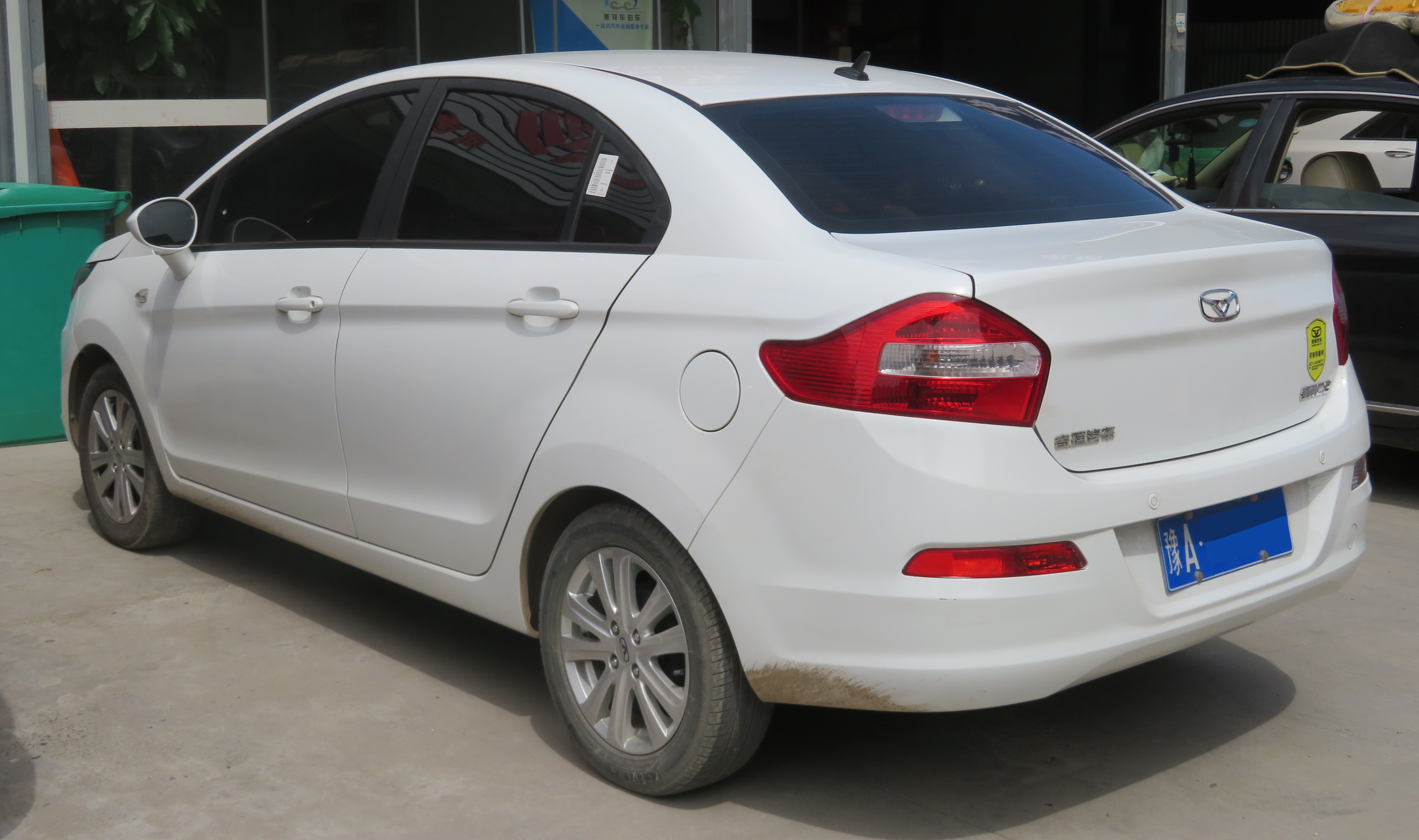
چری کوین سی ۳ عقب

نمونه اولیه کوین سی۳ و کوین سی۳ آر در نمایشگاه خودروی چنگدو در سال ۲۰۱۴ در چین معرفی شد،
نسخه تولیدی سدان ساب کامپکت کوین سی۳ در نمایشگاه خودرو گوانگژو ۲۰۱۴ معرفی شد،
در حالی که سدان تولیدی کوین سی۳ در ماه نوامبر کمی پس از عرضه در بازار خودروی چین با قیمت‌هایی از ۴۵۸۰ یوان تا ۵۱۸۰۰ یوان در زمان عرضه عرضه شد. قیمت کوین سی۳ بعداً به ۵۷۸۰۰ یوان تا ۶۰۸۰۰ یوان تعدیل شد.

## کوین سی ۳ آر و کوین سی۳ آر الکتریکی

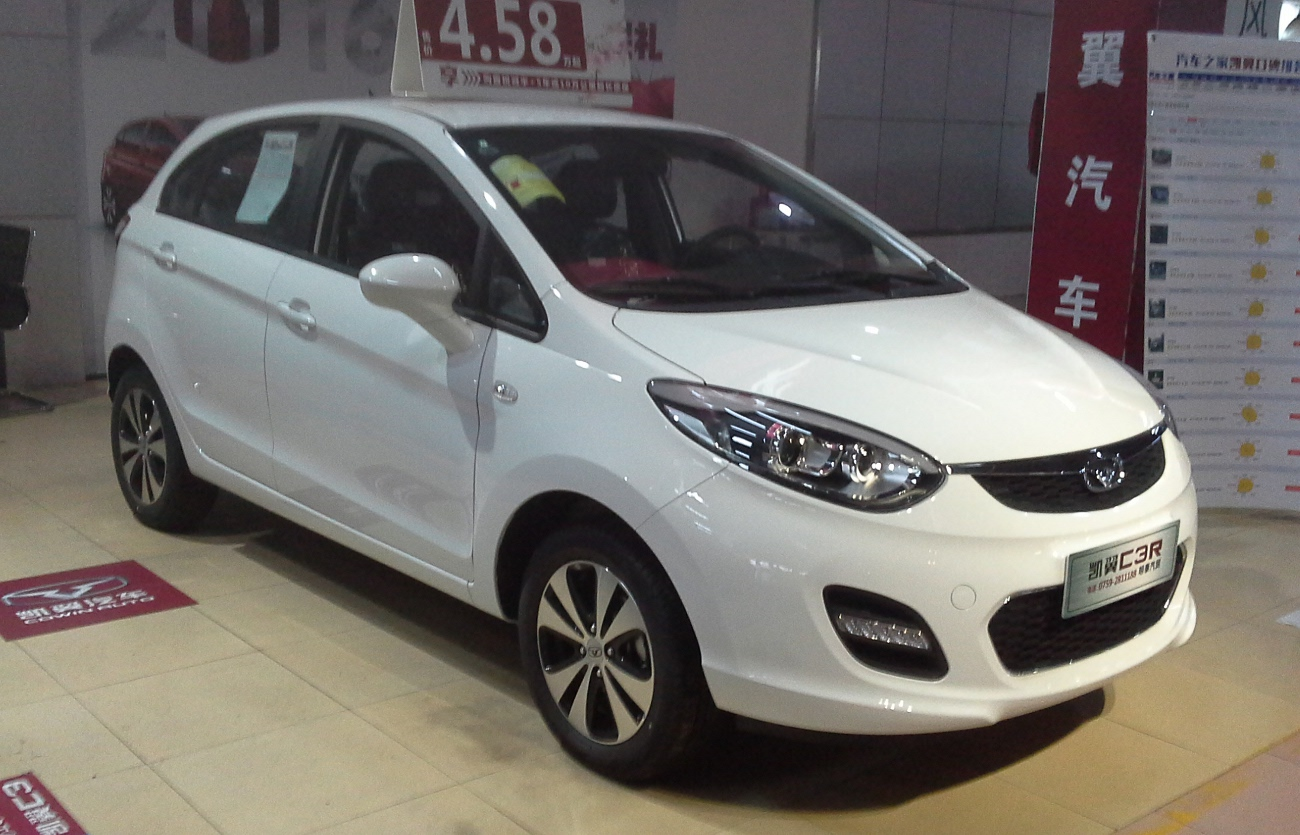
کوین سی ۳ آر

هاچ بک کوین سی ۳ آر بعداً در بازار خودروی چین در ۸ آوریل ۲۰۱۵ عرضه شد با قیمت‌هایی که از ۴۵۸۰۰ یوان شروع شده و در زمان عرضه به ۵۱۸۰۰۰ یوان (۷۳۷۸ تا ۸۳۳۴ دلار) ختم می‌شود. قیمت کوین سی ۳ آر بعداً به ۵۷۸۰۰ یوان تا ۶۰۸۰۰۰ یوان تغییر یافت که همان سدان است.
یک نسخه الکتریکی به نام کوین سی۳ آر الکتریکی بعداً در اکتبر ۲۰۱۶ با موتور الکتریکی با قدرت ۵۷ اسب بخار و گشتاور ۱۵۰ نانومتر عرضه شد. برد کوین سی۳ آر الکتریکی ۲۰۰ کیلومتر و حداکثر سرعت آن حدود ۱۰۰ کیلومتر در ساعت خواهد بود.

## چری ای کیو ۲
چری ای کیو ۲ یک نسخه برقی تغییر یافته از کوین سی ۳ است. ای کیو ۲ دارای یک موتور الکتریکی ۵۷ اسب بخاری و بردی در حدود ۴۰۲ کیلومتر است. مدلی به نام مدرسه رانندگی چری نیو انرژی ای کیو ۲ در سال ۲۰۱۸ عرضه شد و دارای شبیه‌سازی سرعت سنج، پدال کلاچ و شیفتر پنج سرعته است.